# Юрово (усадьба)
Усадьба Юрово — несохранившаяся дворянская усадьба начала XIX века в деревне Юрово Юровского муниципального образования Грязовецкого района Вологодской области. Утраченный объект культурного наследия Российской Федерации. Усадьба была построена в стиле раннего классицизма и включала барский дом, многочисленные хозяйственные постройки и садово-парковый ансамбль смешанного стиля. Усадьба была уничтожена пожаром в 1996 году. Уцелевшие элементы строений были разобраны по решению местных властей. На месте усадьбы частично сохранился старинный парк, который в 2007 году получил статус ботанического памятника природы областного значения.

## История
Усадьба Юрово — родовое имение одной из ветвей старинного дворянского рода Брянчаниновых и один из немногих памятников каменного усадебного классицизма на севере России. Имение было устроено Петром Александровичем Брянчаниновым в его бытность предводителем дворянства Грязовецкого уезда Вологодской губернии. Точная дата постройки усадьбы не установлена, но по времени разбивки усадебного парка окончание строительных работ можно условно отнести к 1813 году. Неизвестным осталось и имя автора проекта.
Петру Александровичу наследовал его сын Александр, который бывал в имении лишь наездами, а после его смерти в 1861 году усадьба долгое время пустовала и пришла в сильное запустенье. В 70-х годах XIX века имение у наследников Александра Петровича выкупил племянник Валериан Николаевич Брянчанинов. Юрово приглянулось его жене Софье Денисьевне (до брака графиня Гвидобони-Висконти). Дочь героя Отечественной войны 1812 года Дениса Давыдова приложила немало усилий, чтобы вернуть усадьбе прежний блеск и шик, но все её старания оказались напрасными. Софья Денисьевна умерла примерно через три года после приобретения усадьбы. Валериан Николаевич из-за тяжёлых воспоминаний больше не приезжал в Юрово. Все вещи из барского дома были вывезены и частично распроданы. Известный искусствовед Г. К. Лукомский, посетивший усадьбу в 1912 году, отметил: «Некоторые комнаты пришли уже в ветхость, потолки провалились».
После Октябрьской Революции все имения Брянчаниновых были национализированы. В советское время усадьба Юрово находилась на балансе совхоза имени 50-летия СССР. Долгие годы здесь размещался детский дом, а затем школа-интернат, благодаря чему главное здание усадьбы сохранилось до начала 90-х годов XX века. После переезда школы в новое здание усадьба Юрово была окончательно заброшена и быстро обветшала. После пожара, случившегося в 1996 году, остов барского дома был разобран на кирпичи. «Поросший бурьяном пустырь и остатки фундаментов — всё, что осталось от главного дома вологодской усадьбы Брянчаниновых в селе Юрово» — констатируют авторы сборника «Русская усадьба».

## Особенности архитектуры

Интерьер комнаты с куполом

Усадьба Юрово — достаточно необычный для русской архитектуры начала XIX века образец раннего классицизма, который включал в себя элементы античности и напоминал итальянское палаццо. Хотя некоторые искусствоведы отмечали, что всё это «не представляет архитектурно-художественного интереса», архитектурное решение главного фасада барского дома уникально для русской провинции. Двухэтажное прямоугольное в плане здание с глубоко выступающими по бокам пилонами и колоннада из восьми колонн перекрыты общей крышей, образовывая террасу, с которой открывался прекрасный вид на парк.

 Так как фасад выходит в сад, то этот замысел — занять террасой большую часть фасада — любопытен и прекрасен. Надо походить по террасе, посидеть на ней за колоннами, чтобы понять ту гамму чудеснейших переживаний, какую властен дать талантливый затейник-художник,
 — восхищался писатель и искусствовед И. В. Евдокимов, посетивший усадьбу в начале 1920-х годов.

Рисунок обоев в усадьбе Юрово, выполненный в виде античной фрески

Колоннада покоилась на массивном цоколе, в который были врезаны три глубокие арки, отделанные рустом. Внутреннее пространство здания отражало социальный статус его владельцев. Десяток жилых комнат соседствовал с несколькими просторными залами для приёма гостей и проведения балов. Потолок одного из залов был сделан в форме купола. Стены были оклеены дорогими обоями со звёздчатыми узорами по золотистому фону и росписями, имитирующими античные фрески.
Садово-парковый комплекс усадьбы сохранился до наших дней частично и в сильно запущенном состоянии. Парк был разбит в 1813—1814 годах из смешанных пород деревьев. Некогда он представлял собой две террасы, спускавшиеся к реке Комёле. Регулярные насаждения были выполнены в форме ромбовидных газонов, перемежавшихся с широкими липовыми аллеями. Рукотворные посадки до сих пор хорошо заметны в северо-западной части парка, площадь которого в настоящее время составляет около пяти гектаров. В парке по состоянию на 2013 год сохранилось около 300 старых деревьев двенадцати пород, в том числе 110 лип и 50 дубов. В 2007 году постановлением правительства Вологодской области садово-парковый комплекс усадьбы Юрово под названием «Старинный парк» был объявлен ботаническим памятником природы областного значения.